# Ullerup
Ullerup (tyska: Ulderup) är en tätort i Sønderborgs kommun i Region Syddanmark i Danmark. Tätorten har 392 invånare (2024). Den ligger på Jylland, cirka 10 kilometer nordväst om Sønderborg. Ullerup var centralort i Sundeveds kommun fram till kommunreformen 2007.